# Christophe Dugarry
Christophe Dugarry (* 24. März 1972 in Lormont) ist ein ehemaliger französischer Fußballspieler.
In seiner Karriere war er in den Profiligen Frankreichs, Spaniens, Italiens und Englands aktiv. Zudem war er französischer Nationalspieler und wurde mit der Auswahl Welt- und Europameister.

## Vereinskarriere
Dugarrys Profikarriere begann beim französischen Erstligisten Girondins Bordeaux, wo er u. a. zusammen mit seinen späteren Nationalmannschaftskollegen Zinédine Zidane und Bixente Lizarazu den Verein von der zweiten Liga bis in das Finale des UEFA-Pokals führte. In den Finalspielen musste sich Bordeaux jedoch dem FC Bayern München mit 1:2 und 1:3 geschlagen geben.
In der folgenden Saison wechselte Dugarry ebenso wie Zidane nach Italien, jedoch nicht wie sein guter Freund zu Juventus Turin, sondern zum lombardischen Verein AC Mailand. Ein Jahr später aber verließ er den Verein, diesmal zum spanischen Top-Verein FC Barcelona. Dort hielt es Dugarry allerdings nur wenige Monate und er kehrte zurück in seine Heimat.
Zurück in Frankreich spielte er zunächst für Olympique Marseille und später erneut für Girondins Bordeaux. Nach einem Spiel gegen Olympique Lyon am 30. April 1999 wurde er positiv auf das anabole Steroid Nandrolon getestet, aber wegen eines Formfehlers freigesprochen. Mit Olympique Marseille erreichte er 1999 erneut das UEFA-Pokalfinale gegen den AC Parma, welches die Italiener für sich entschieden. Daraufhin heuerte er beim damaligen französischen Meister Bordeaux an, mit denen er 2002 den französischen Ligapokal gewann.
Anfang 2003 versuchte es Dugarry noch einmal im Ausland. Diesmal beim englischen Erstligisten Birmingham City. Doch auch hier war sein Engagement vergleichsweise kurz und nach einem Jahr wechselte er nach Katar zu dem Verein Qatar Sports Club. Er machte dort kein Spiel und beendete seine Karriere 2005.

## Nationalmannschaftskarriere
Hat Dugarry auf Vereinsebene nur wenige Erfolge vorzuweisen, so hat er als Nationalspieler alle Pokale gewonnen, die es zu gewinnen gibt. So nahm er an jeweils zwei Welt- und Europameisterschaften teil und gewann jeweils einmal den Titel. Außerdem errang er mit der französischen Nationalelf 2001 den Confederations-Cup. Insgesamt trug er 55 mal das Trikot der Équipe Tricolore und erzielte acht Tore.

## Erfolge
- 2× UEFA-Pokal-Finale: 1996 mit Girondins Bordeaux und 1999 mit Olympique Marseille
- 1× französischer Ligapokalsieger: 2002 mit Girondins Bordeaux
- 2× WM-Teilnehmer: 1998 (3 Einsätze, 1 Tor) und 2002 (3 Einsätze, kein Tor)
- 1× Weltmeister: 1998
- 2× EM-Teilnehmer: 1996 (4 Einsätze, 1 Tor) und 2000 (4 Einsätze, 1 Tor)
- 1× Europameister: 2000
- 1× Gewinner im Confed-Cup: 2001 (1 Einsatz)

## Medienkarriere
Nach seiner Zeit als Fußballprofi war Dugarry von 2006 bis 2016 als Experte und Kommentator beim Bezahlsender Canal + tätig. Seit 2016 ist er Experte beim Sender SFR Sport sowie Namensgeber und Moderator der Radiosendung „Team Duga“ beim Sender RMC. Mit weiteren Größen des französischen Fußballs wie Emmanuel Petit, Frank Lebœuf und Jérôme Rothen wurde er zudem Ensemblemitglied der Fußballgesprächssendung Le Vestiaire im Fernsehsender SFR Sport.